# Bullet for My Valentine (album)
Bullet for My Valentine è il settimo ed eponimo album in studio del gruppo musicale gallese Bullet for My Valentine, pubblicato nel 2021.

## Tracce
1. Parasite – 5:40
2. Knives – 4:16
3. My Reverie – 4:42
4. No Happy Ever After – 4:08
5. Can't Escape the Waves – 4:35
6. Bastards – 5:25
7. Rainbow Veins – 4:58
8. Shatter – 5:24
9. Paralysed – 4:11
10. Death by a Thousand Cuts – 4:24

Tracce bonus nell'edizione giapponese
1. Stitches – 5:01
2. Don't Need You (live from Summer Sonic 2018) – 5:32
3. Over It (live from Summer Sonic 2018) – 4:20
4. Your Betrayal (live from Summer Sonic 2018) – 5:21
5. Not Dead Yet (live from Summer Sonic 2018) – 3:22
6. Letting You Go (live from Summer Sonic 2018) – 4:07

## Formazione
- Matthew Tuck – voce, chitarra
- Michael "Padge" Paget – chitarra, cori
- Jamie Matthias – basso, cori
- Jason Bowld – batteria, percussioni